# Närhetsprincipen (beteendevetenskap)
Närhetsprincipen formulerades av Zygmunt Bauman och innebär att det är svårt att plåga människor som man står nära, fysiskt eller psykiskt. Observationen har sin grund i det kända Milgrams lydnadsexperiment med lärare och elever.